# 張聯駿
張聯駿（?—?），浙江省杭州府仁和縣人，清朝政治人物、同進士出身。
光緒十八年（1892年），参加光緒壬辰科殿試，登進士三甲36名。同年五月，以主事分部学习。